# Juliane Gathrat
Juliane Gathrat est une footballeuse française, née le 24 août 1996 à Hennebont dans le Morbihan. Elle évolue au poste de milieu de terrain relayeuse et est actuellement sans club.

## Biographie

### Carrière en club

#### Une formation en Lorraine et en Champagne (2005-2012)
Née à Hennebont en Bretagne dans une famille sportive (sa mère était danseuse, et son père Champion de France de Savate), Juliane Gathrat commence le football en Lorraine où sa famille s'est installée. Elle a 8 ans lorsqu'elle est invitée par un ami à rejoindre en mixité le club du Renaissance S. Magny dans l'agglomération messine. Un peu déçue par son intégration au sein des garçons, elle s'accroche pourtant et y joue jusqu'en 2011 - avec un court intermède à l'ESTAC de Troyes (2006-2008). À 15 ans, elle quitte finalement le club pour rejoindre un club de football féminin de la banlieue de Metz, le FC Woippy.
Elle reste une saison au FC Woippy et participe au Championnat de Division d'Honneur de Lorraine avec ses nouvelles partenaires. Le club messin termine à la 2e place de la saison régulière derrière l'ASFF Épinal, ce qui lui permet de se qualifier pour le tournoi interrégional et viser la montée en Division 2. Elles s'y classent à nouveau derrière les Spinaliennes et manque la dernière marche pour la division supérieure. Juliane participe également à ses deux premières rencontres de Coupe de France lors du bon parcours du FC Woippy dans cette compétition, qui ne se termine qu'en 1/8e de finale face à Compiègne (D2) aux tirs-au-but. Elle est titulaire lors de cette rencontre, et également plus tôt, face à l'AS Saint-Quentin FF (DH), au 2e tour fédéral de la compétition (victoire 5-1). Juliane Gathrat côtoie dans cette équipe plusieurs futures coéquipières au FC Metz-Algrange, comme Élodie Martins.

#### Deux saisons en Division 2 à l'AS Algrange (2012-2014)
Repérée en fin de saison précédente par Guy Ferrier et le staff de l'Équipe de France, Juliane Gathrat intègre le Pôle espoir de Clairefontaine, puis le club lorrain de Division 2, l'AS Algrange. 
Avec 13 matchs comme titulaire au cœur du jeu lorrain (et 1 but inscrit contre le FC Templemars lors de la 6e journée), Juliane apporte sa pierre à l'édifice de la montée en puissance de son équipe lors de cette saison 2012-2013, qui voit les Mosellanes se classer à la 5e place en fin d'exercice alors qu'elles avaient pourtant frôler la relégation la saison précédente. Juliane dispute son premier match en Division 2 lors de la 1re journée et une victoire (1-0) face au Amiens SC ; elle ne revient ensuite dans le groupe que pour la 6e journée du Championnat, auréolée du titre de Championne du monde qu'elle vient de décrocher avec l’Équipe de France des moins de 17 ans. 
Si la saison suivante est décevante pour Juliane au niveau international avec une élimination cruelle et précoce au dernier match des phases qualificatives de l'Euro 2013 des moins de 17 ans, elle est au contraire exceptionnelle en club. Bien aidé par une buteuse, Julie Wojdyla, en grande réussite avec 25 réalisations, l'équipe mosellane, composée à plus de 90 % de joueuses de la région, réussit un parcours parfait en Championnat. Elle finit à la 1re place de son groupe, 7 points devant le FC Vendenheim, et valide son billet pour l'élite du football féminin français, la Division 1. Avec 19 victoires, 1 nul, seulement 2 défaites et un total de 80 points engrangés, le club aurait pu espérer également le titre de Champion de la division, mais celui-ci revient finalement à l'ASPTT Albi pour 3 points. Juliane participe à 16 rencontres de cet excellent parcours (15 comme titulaires) et marque deux buts, contre Amiens (victoire 3-2) lors de la 1re journée et contre le FC Val d'Orge (victoire 2-0) lors de la 11e.

#### L'AS Algrange devient le FC Metz-Algrange: découverte de la D1 (2014- ~ )
À la fin de la saison 2013-2014 et en raison de la promotion en Division 1, un rapprochement est fait entre la section féminine de l'AS Algrange où évolue Juliane Gathrat, et le club professionnel masculin du FC Metz, avec pour objectifs de pérenniser le club dans l'élite et structurer la section féminine. C'est dans cette optique qu'Angélique Roujas, ancienne responsable technique du Pôle espoir à Clairefontaine - un endroit que connait bien Juliane -, devient la Manager Générale de la section. Pour cette saison charnière et périlleuse, de nouvelles joueuses d'expérience viennent renforcer l'effectif (Rigoberte M'Bah, Getter Laar, Simone Gomes Jatobá), où se mêlent également d'anciennes joueuses historiques du club comme Julie Wojdyla ou Justine Oswald, et de jeunes joueuses prometteuses dont font partie Juliane Gathrat, Héloïse Mansuy ou Marie-Charlotte Léger.
Le début de saison est en dents de scie, avec des hauts (match nul 2-2 avec Montpellier, victoire 2-1 face à Rodez) et des bas (déroute 15-0 à domicile contre l'Olympique lyonnais, défaite 5-2 à Soyaux), mais reste tout de même intéressant : le club se maintient hors de la zone de relégation à la 9e journée. Juliane participe aux 9 premiers matchs comme titulaire, c'est la joueuse jusque-là la plus utilisée par l'entraîneur Gérôme Henrionnet. Elle marque son premier but en Division 1 lors de la 9e journée d'une frappe des 20 mètres, qui se loge dans la lucarne de Solène Durand.

### Carrière internationale

#### En moins de 16 ans (2012)
En mai 2012, Juliane Gathrat participe à sa première campagne avec l’Équipe de France, lors d'une double confrontation amicale contre l'Allemagne en terre germanique. Guy Ferrier, sélectionneur de l'Équipe de France, voit en elle une leader, et récompense son opiniâtreté et son activité importante au milieu de terrain en la désignant capitaine de l'équipe. Juliane ne décevra pas son entraîneur et mène l'équipe à deux bons résultats en Allemagne : une victoire 2-1 grâce à un but de Lucie Pingeon à la 77e, et un match nul 1-1 deux jours plus tard, où Juliane distille la passe décisive sur l'égalisation de Delphine Cascarino à la 70e.
Les Bleuettes se rendent ensuite en juillet à la Nordic Cup en Norvège. Elles affrontent pour le premier match de cette compétition la Suède et, malgré une grosse domination, notamment en 2e période, elles ne parviennent pas à percer le verrou suédois ; au contraire, c'est la suédoise Stina Blackstenius qui, profitant d'un cafouillage dans la surface, marque le but victorieux pour la Suède. Pour les deux derniers matchs de groupe, la France ne fait pas dans le détail et écartent sèchement les Finlandaises (5-1), puis les Islandaises (4-0). C'est cependant insuffisant pour se qualifier pour la finale et c'est contre la Norvège que la France réalisera son dernier match, pour la troisième place. Les Bleuettes l'emportent 3 buts à 0. Juliane Gathrat participe en tant que capitaine à toutes ces rencontres.

#### En moins de 17 ans (2012-2013)
Cette même année 2012, la génération de joueuses françaises nées en 1995, et menées par des joueuses comme Sandie Toletti ou Griedge Mbock, réussit la performance de se qualifier pour la Coupe du monde U17 en Azerbaïdjan en atteignant la finale du Championnat d'Europe 2012 des moins de 17 ans. Pour constituer son groupe pour la compétition, Guy Ferrier décide logiquement de s'appuyer également sur des joueuses de la génération suivante telles que Juliane Gathrat, Amandine Blanc ou Delphine Cascarino.
Malgré sa jeunesse, Juliane va vite se révéler une cadre dans cette sélection, jouant les 8 matchs de cette épopée : 2 contre la Colombie (victoires 3-1, puis 2-1) en préparation et 6 dans la compétition (3 comme titulaire). La paire qu'elle forme avec Ghoutia Karchouni à la récupération et au relais au milieu du terrain va impressionner et être l'un des atouts de cette équipe. La France domine son premier match face aux américaines mais tombent sur une excellente gardienne, Jane Campbell, et ne peut faire mieux qu'un match nul (0-0). Les Bleues souffrent ensuite physiquement en fin de match face à l'impressionnante Corée du Nord, mais préservent leurs chances de qualification en décrochant un précieux résultat nul (1-1).
Corée du Nord, États-Unis et France s'étant neutralisés, c'est le score face à la modeste Gambie qui va déterminer les deux équipes à se qualifier pour le tour suivant, dans cette poule très relevée. En écrasant 10 buts à 2 les Gambiennes, la France décroche finalement son billet pour les quarts-de-finale.
Malgré de nombreuses occasions (dont un tir sur la barre transversale de Léa Declercq), ce sont les tirs au but qui vont départager le Nigéria et la France lors de ce match couperet. La séance tourne à l'avantage des Françaises, qui ne manquent pas un seul de leurs tirs contrairement à leurs adversaires du jour. En demi-finale, elles dominent ensuite les surprenantes Ghanéennes (2-0), tombeuses du Japon, lors d'un match à sens unique qui leur ouvre les portes d'une finale historique pour le football féminin français. Elles y retrouvent la Corée du Nord. Juliane Gathrat comme lors de la demi-finale est titulaire, associée à Ghoutia Karchouni à la récupération. La finale est un "remake" du match de groupe : la France domine la 1re période (but de Léa Declercq à la 33e) et la Corée du Nord la seconde (but de Ri Un Sim à la 79e). Lors d'une séance de tirs-au-but accrochée, Romane Bruneau arrête deux tirs nord-coréens et offre le titre à l’Équipe de France. 
Juliane Gathrat retrouve la sélection nationale U17 - où elle est cette fois une "ancienne" - en mars 2013, pour le dernier tour qualificatif de l'Euro 2013 des moins de 17 ans. Elle rentre en cours de match face à l'Irlande du Nord (victoire 3 buts à 1), puis est titulaire lors du dernier match contre l'Espagne, crucial, que les Françaises se doivent de gagner en raison d'une différence de but inférieure à leurs adversaires. Malgré l'ouverture française du score par Salomé Elisor, l'Espagne s'accroche et égalise dans la foulée sur un penalty concédé par Amandine Blanc. Les Espagnoles tiendront leur résultat jusqu'à la fin et éliminent Juliane et ses coéquipières sans que celles-ci n'aient perdu un seul de leurs matchs.

#### En moins de 19 ans (2014- ~ )
Appelée par Gilles Eyquem dans un groupe de 28 joueuses, Juliane retrouve une sélection nationale au mois de novembre 2014, pour un stage préparatoire en vue de la deuxième phase qualificative de l'euro 2015 des moins de 19 ans qui aura lieu l'année suivante. Elle y retrouve d'anciennes connaissances des catégories d'âge inférieures, comme Delphine Cascarino, Morgane Nicoli, Marion Romanelli, ou encore sa partenaire au FC Metz Marie-Charlotte Léger.

## Statistiques et palmarès

### Statistiques
Le tableau suivant présente, pour chaque saison, le nombre de matchs joués et de buts marqués dans le championnat national, en Coupe de France (Challenge de France) et éventuellement en compétitions internationales. Le cas échéant, les sélections nationales sont indiquées dans la dernière colonne.
| Saison    | Club             | Championnat | Championnat | Championnat | Coupe nationale | Coupe nationale | Coupe nationale | Sélections nationales | Sélections nationales | Sélections nationales |
| Saison    | Club             | Type        | Matchs      | Buts        | Type            | Matchs          | Buts            | Type                  | Matchs                | Buts                  |
| 2011-2012 | FC Woippy        | DH          |             |             | CdF             | 2               | 0               | U16                   | 2                     | 0                     |
| 2012-2013 | AS Algrange      | D2          | 13          | 1           | CdF             | 1               | 0               | U16 + U17             | 4 + 10                | 0 + 0                 |
| 2013-2014 | AS Algrange      | D2          | 16          | 2           | CdF             | -               | -               | -                     | -                     | -                     |
| 2014-2015 | FC Metz-Algrange | D1          | 9           | 1           | CdF             | -               | -               | U19                   | -                     | -                     |

### Palmarès

#### En club
- Vice-championne de France de Division 2 : 2014 (AS Algrange)
- Vice-championne de Division d'Honneur de Lorraine : 2012 (FC Woippy)

#### En sélection  36 selections  + championne du monde militaire 2017 + 3 selections France B
- France U20
  - Vice-championne du Monde des moins de 20 ans : 2016 en Papouasie-Nouvelle-Guinée
- France U17
  - Championne du Monde des moins de 17 ans : 2012 en Azerbaïdjan
- France U16
  - Troisième de la Nordic Cup : 2012 en Norvège